# Schloss Achleiten (Kematen an der Krems)

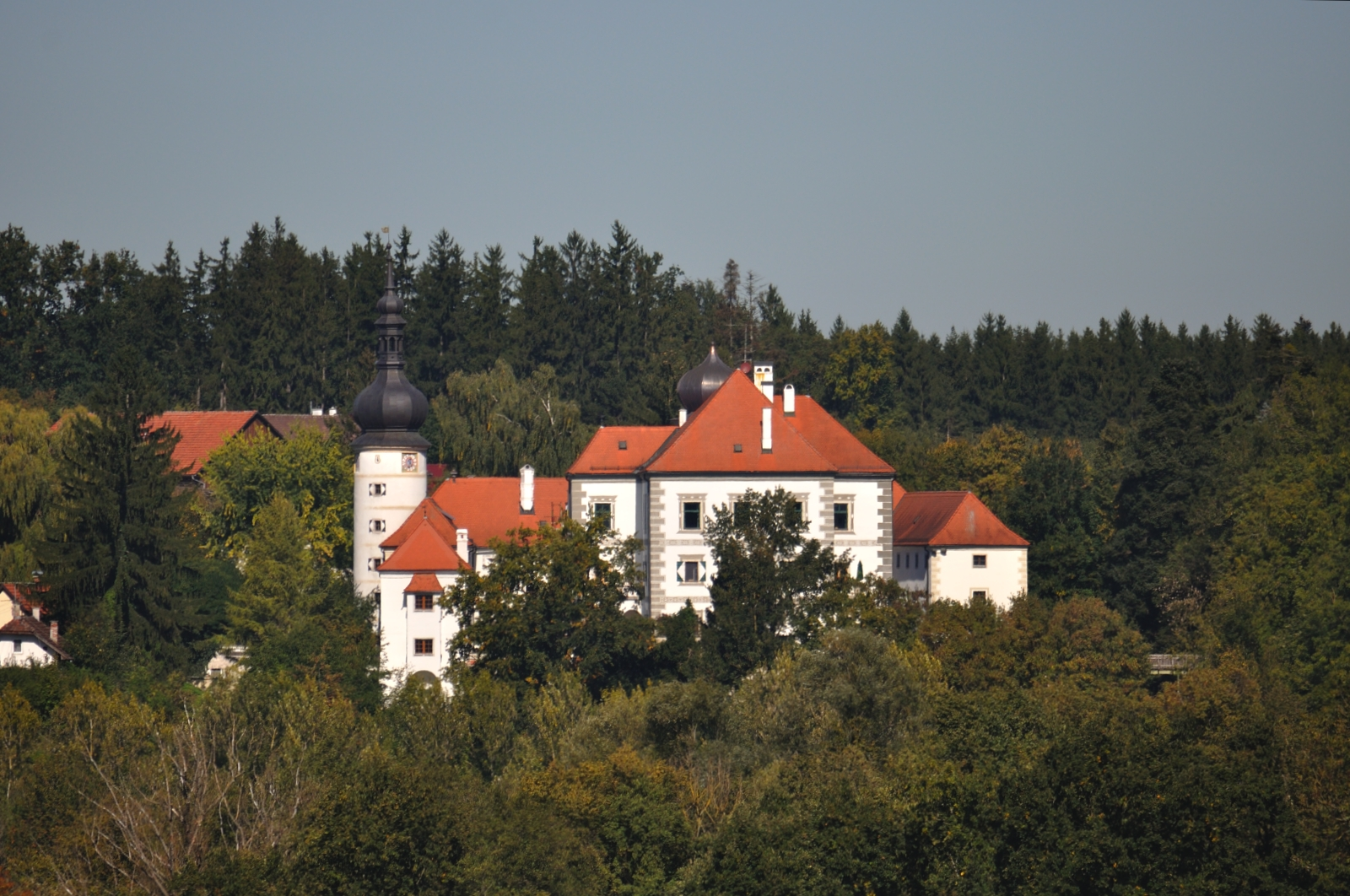
Schloss Achleiten heute

Das Schloss Achleiten liegt im Ortsteil Achleiten der Gemeinde Kematen an der Krems in Oberösterreich im Bezirk Linz-Land (Achleiten 1).

## Geschichte
Das Gebiet, auf dem sich Schloss Achleiten befindet, gehörte ursprünglich zur Herrschaft Tegernsee. Dann folgte die Propstei Berchtesgaden als Lehnsherr und um 1200 wurde das Gebiet ein Lehen des Stiftes Kremsmünster. Als erste Lehensnehmer werden ein Chunrat und ein Sieghart erwähnt. Die Burg hatte eine strategische Bedeutung: Zusammen mit der nicht mehr existierenden Veste Rohr konnte durch die Burg Achleiten das Kremstal bei Bedarf zur Gänze gesperrt werden. Die Burg war durch eine doppelte Grabenumgürtung mit dazugehörigen Zugbrücken geschützt. Diese sind heute durch steinerne Brücken ersetzt.
Mit Bernhard von Achleiten (Achleuthner) erfolgte die erste namentliche Erwähnung Achleitens im Jahre 1189. Bei der Weihe der Ägidiuskirche bei der Welser Traunbrücke werden neben Bernhard seine Söhne Walchun, Hartwig und Otto als Schenker genannt. Die Achleitner waren „einschildige Ritter“, die vom Stift Kremsmünster mit der Burg belehnt wurden. Ein Berthold von Achleuten wurde 1219 Abt von Stift Kremsmünster. In verschiedenen Urkunden werden Achleutener als Zeugen angeführt (1254 Otto und Heinrich; 1287 Otto, der in das Stift Kremsmünster eintritt; 1289–1318 Heinrich, dessen Söhne Heinrich, Bernhard und Berthold werden 1318 erwähnt). Ein Wolfgang von Achleuten, dem auch das Schloss Almegg gehörte, war mit Elisabeth von Geymann vermählt. 1303 ging die Burg vom Stift Kremsmünster an den Landesfürsten über, wobei Achleiten in die Lehenschaft der Wallseer kam. Der letzte der Achleitner war ein Hans von Achleuten († 1431), verheiratet mit Katharina Feuchtner. Bereits vorher (1375) hatten die Herren von Achleuten ihren Sitz an Conrad von Meillenstorff verkauft. Dieser verkaufte wiederum 1375 dem Wilhelm der Stadler von Stadlkirchen den Besitz. 1377 erwarb Hans der Lerbühler die Burg und gab sie seiner Tochter Wendelmut als Heiratsgut, die den Besitz im gleichen Jahr ihrem Gatten Wolfhart von Sinzendorf zubrachte.

Schloss Achleiten nach einem Stich von Georg Matthäus Vischer von 1674

Bei den Sinzendorffern blieb Achleiten bis 1602. In diesem Jahr verheiratete sich Appolonia von Sinzendorff mit Erhard von Grienthal und erhielt die zu einem Schloss umgebaute Burg als Brautausstattung. Auf diesen folgte Gottfried Freiherr von Grienthal. Seine Gattin war die Tochter des Matthias Castner von Siegmundslust. Freiherr von Grienthal verkaufte Achleiten und Schloss Hehenberg bei Bad Hall 1674 an seinen Schwiegervater. 1643 wurde die Schlosskapelle abgebrochen, die durch einen Brand beschädigt war. An der Stelle der früheren Leonhardskapelle wurde eine Maria Opferungskapelle errichtet, in der sich ein Altarbild von Kremser-Schmidt befindet. 1692 kaufte Graf Ernst von Thun die Herrschaft Achleiten, die er mit Hehenberg zu einem Fideikommiss zusammenlegte. Dieser wurde erst 1815 aufgelöst und die Herrschaft Achleiten einzeln verkauft. 1816 erwarb Franz Iglseder das Schloss, veräußerte es jedoch im selben Jahr an Franz Planck von Planckburg von Schloss Weyer. 1880 kam Achleiten an Ludwig Ritter von Boschan. Danach wurde die Familie Teufenstein Besitzer von Schloss Achleiten. Die letzten der Teufensteiner waren die Witwe Edina nach Baron Georg Teufenstein und dessen Tochter Tatiana. 1982 erwarb von diesen die Familie Max-Theurer Schloss und Park und restaurierte die Anlage. Heute ist Schloss Achleiten im Besitz der Olympiasiegerin im Dressurreiten (Moskau 1980) Elisabeth Max-Theurer; sie nutzt das Schloss als Hauptwohnsitz und beherbergt dort auch das Gestüt für ihre Pferdezucht.

## Schloss Achleiten heute
Das Schloss Achleiten ist ein dreigeschoßiger Bau, der zur Krems hinunterschaut. Es liegt auf einem bewaldeten Ausläufer einer eiszeitlichen Gletschermoräne am linken Ufer der Krems. Von der ursprünglichen Burg sind noch wesentliche Teile erhalten (doppelte Grabenumgürtung, Rundturm neben dem Tor zur Sicherung der Vorburg). Der Turm besitzt im obersten Stockwerk einen Schlüsselschartenkranz. Das Turmdach ist ein Zwiebelhelm mit Laterne und einer aufgesetzten, kleineren Zwiebel, die eine Wetterfahne hält. Die Gräben sind heute nicht mehr mit Zugbrücken, sondern mit gemauerten Brücken überspannt. Rollenlöcher oberhalb der Tore zeugen noch von der früheren Funktion. Über der ehemaligen, zum Hauptgebäude führenden Zugbrücke sind die Wappen der Stadt Steyr-Garsten und des Erzbischofs Ernst von Thun angebracht. Im Vorhaus ist noch ein von der Veste Rohr stammendes Wappen mit der Jahreszahl 1577 vorhanden.
Das Schloss erhielt im 18. Jahrhundert sein heutiges Aussehen. Der unregelmäßige Grundriss deutet darauf hin, dass die Mauern auf denen der alten Burg ruhen. Der massige Wohntrakt besitzt rechts einen seitlichen Anbau, dessen Dach in das des Hauptgebäudes eingebunden ist. Es ist zu vermuten, dass sich hier ein bis auf die Dachunterkante abgetragener Turm befand. In jedem Stockwerk befindet sich eine gewölbte Halle mit Steinsäulen. Aus dem 17. Jahrhundert stammen der steinerne Schlossbrunnen (1692 von Johann Baptist Spatz angefertigt) und der mit Spiegelgewölbe und Stuck ausgestattete Gartenpavillon (mit dem Wappen Ernst von Thuns geschmückt). Auch eine Steinfigur des Brunnens hält das Wappen von Ernst von Thun, Erzbischof von Salzburg, und die Jahreszahl 1692. Der Schlosshof besitzt einen Arkadengang mit neun Säulen.
Bis vor einigen Jahren wurde in der schlosseigenen Käserei der bekannte Achleitner Schlosskäse erzeugt. Dieser stark riechende Käse wird jetzt in Scharnstein hergestellt. Bis vor kurzem gehörte auch der Wirtschaftshof zum Schloss, das Gut Achleiten mit Eigenjagd, das nun im Eigentum von Ing. Hubert und Rosa Winkler ist. Um das Schloss rankt sich auch die Sage vom „Teufel von Achleiten“.

## CDI Achleiten
In der Zeit von 1989 bis 1991 entstand auf Betreiben von Elisabeth Max-Theurer auf Schloss Achleiten eine Reitanlage. Seit 1992 findet dort jedes Jahr im Juni ein internationales Dressurturnier CDI**** statt.

## Galerie

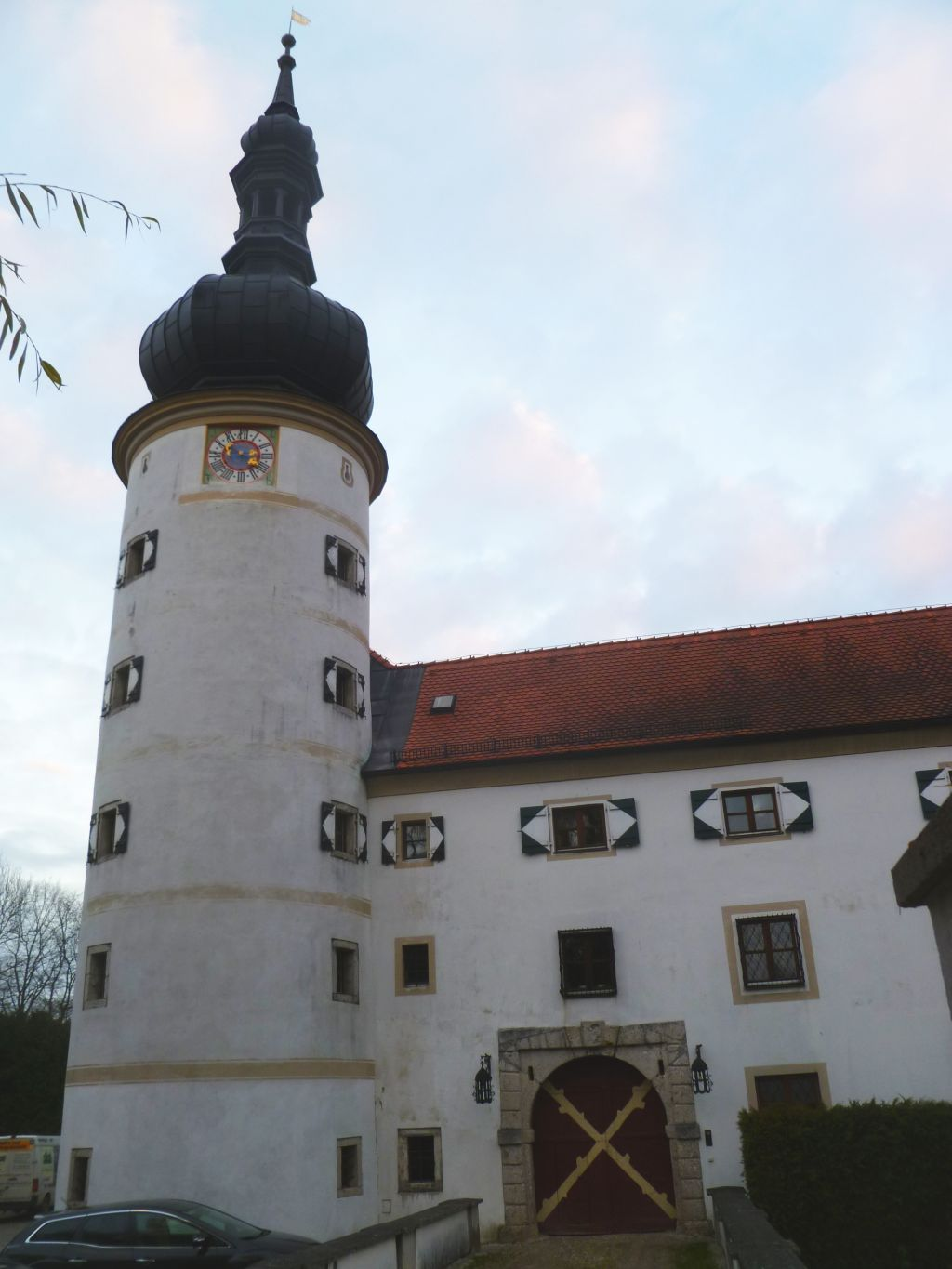
Schloss Achleiten: Turm
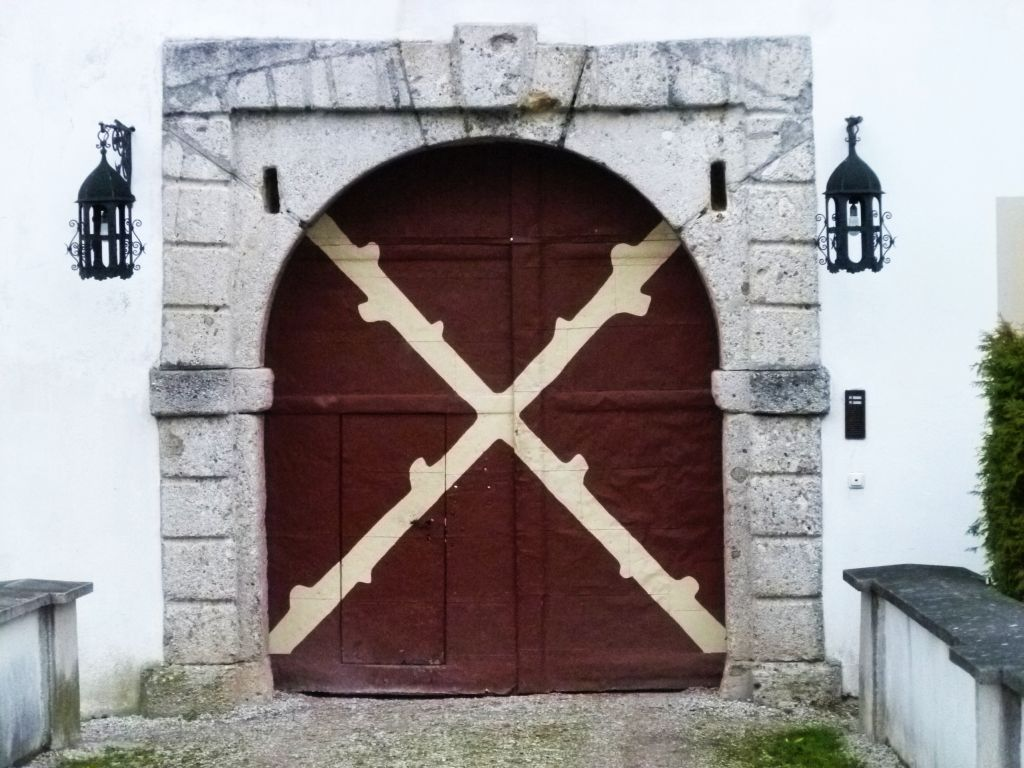
Eingangsportal mit Schlitzen für Zugbrücke
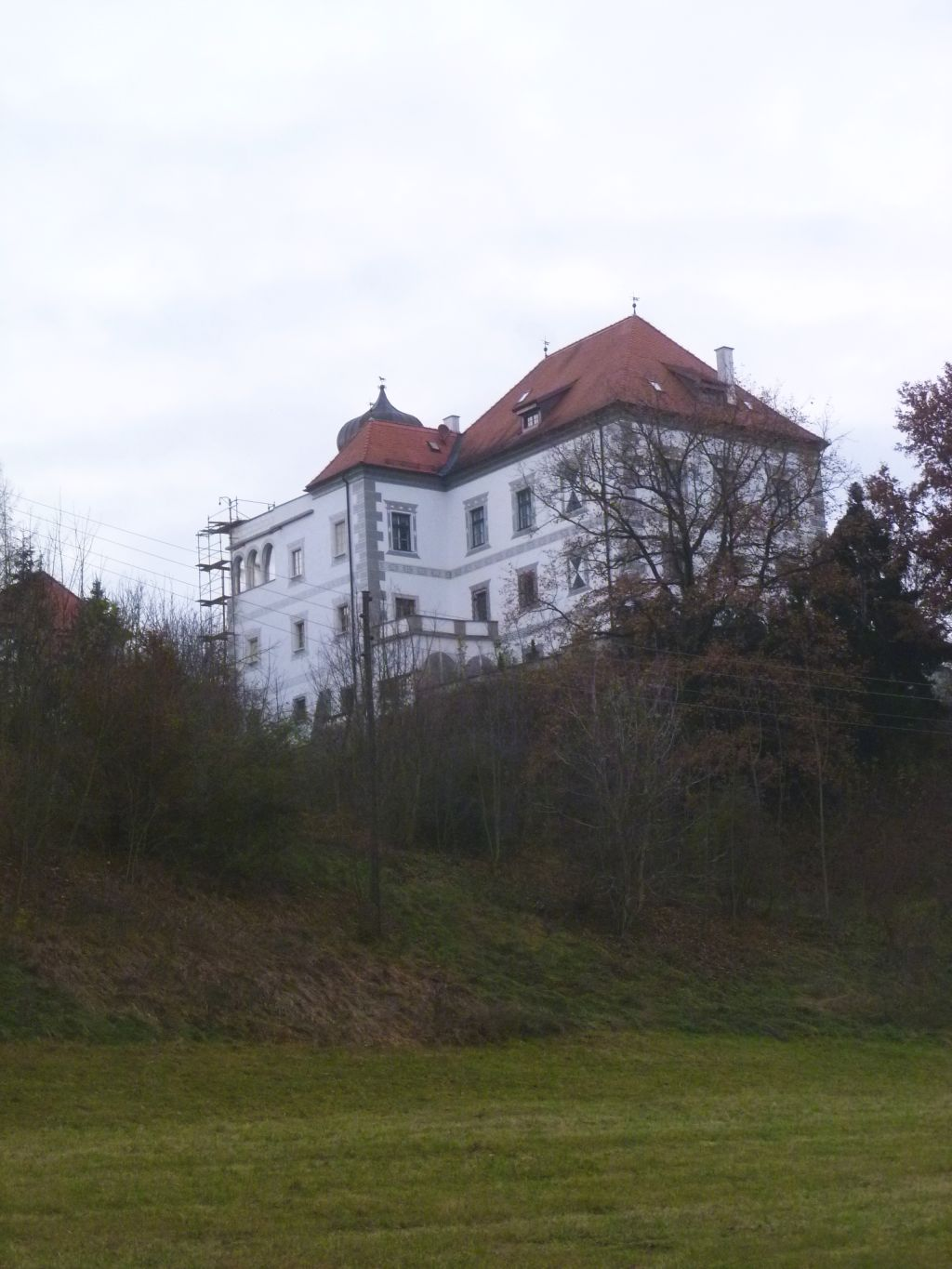
Blick auf Schloss Achleiten von der Krems aus
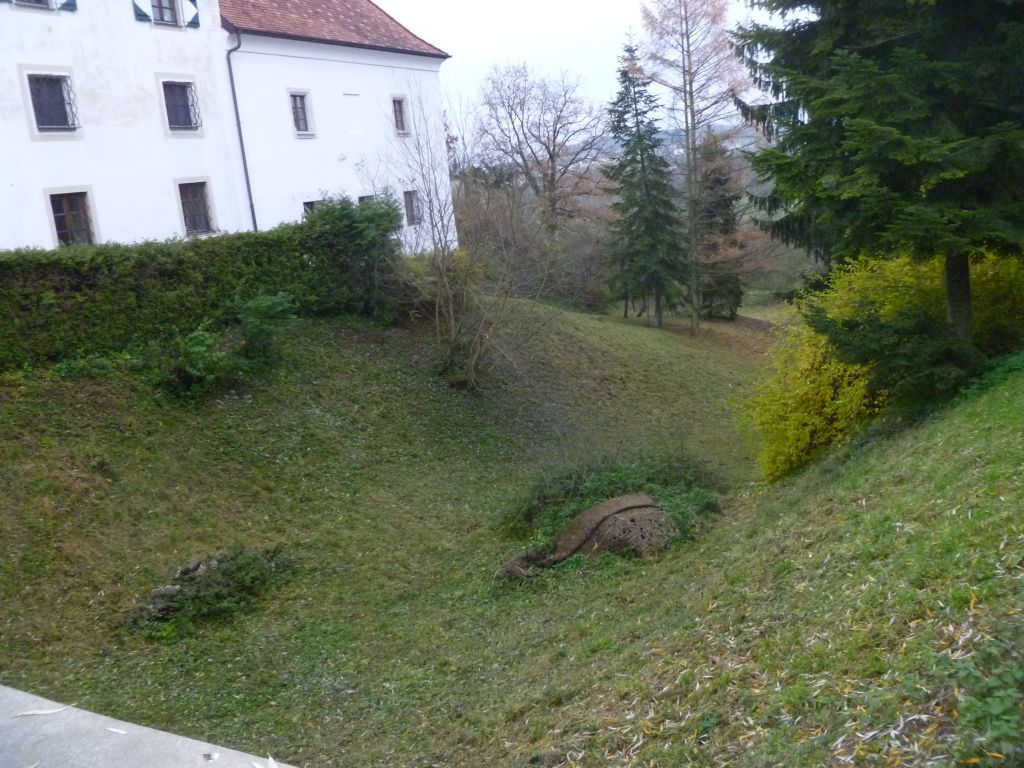
Halsgraben von Schloss Achleiten
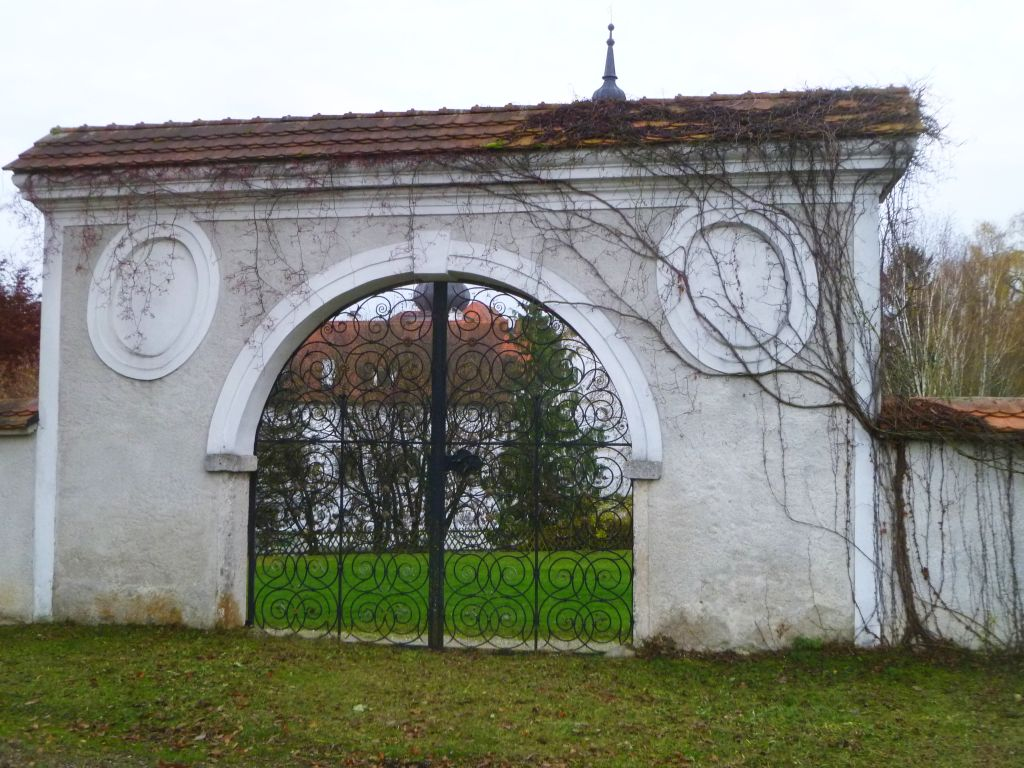
Eingangstor zum Park